# Prailles
Prailles ist eine Commune déléguée in der französischen Gemeinde Prailles-La Couarde mit 664 Einwohnern (Stand: 1. Januar 2022) im Département Deux-Sèvres in der Region Nouvelle-Aquitaine. Die Einwohner werden Praillais genannt.
Die Gemeinde Prailles wurde am 1. Januar 2019 mit La Couarde zur Commune nouvelle Prailles-La Couarde zusammengeschlossen. Sie hat seither den Status einer Commune déléguée. Die Gemeinde Prailles gehörte zum Arrondissement Niort und zum Kanton Celles-sur-Belle.

## Geographie
Prailles liegt etwa 16 Kilometer ostsüdöstlich von Niort. Der Lambon begrenzt die Commune déléguée im Süden. Umgeben wurde die Gemeinde Prailles von den Nachbargemeinden Romans im Norden und Nordwesten, Souvigné im Norden und Nordosten, La Couarde im Osten, Beaussais-Vitré im Süden und Südosten, Mougon-Thorigné im Südwesten sowie Aigonnay im Westen.

## Bevölkerungsentwicklung
| Jahr                      | 1962 | 1968 | 1975 | 1982 | 1990 | 1999 | 2006 | 2013 |
| Einwohner                 | 733  | 682  | 527  | 520  | 584  | 620  | 686  | 678  |
| Quelle: Cassini und INSEE |      |      |      |      |      |      |      |      |

## Sehenswürdigkeiten
- Benediktinerinnenkloster Notre-Dame-de-l'Annonciation, ursprünglich 1617 begründet